# Alvis Saladin
Der Saladin (FV601) war ein sechsrädriger Spähpanzer, gebaut von Alvis und verwendet von der britischen Armee. Er ersetzte ab 1958 den während des Zweiten Weltkriegs eingesetzten AEC.

## Geschichte
Der Saladin war der Spähpanzer in der FV600-Serie von Alvis, zu der auch der Mannschaftstransportwagen Saracen und der amphibische Lastkraftwagen Alvis Stalwart gehören.
Der Saladin war ein sechsrädriger Spähpanzer mit einem Gefechtsgewicht von 11 t. Er wurde aufgrund der durch zehnjährige Versuche und Einsätze des Saracen-Mannschaftstransporters gesammelten Erfahrungen ab 1947 entwickelt und von 1958 bis 1972 gebaut.
Die ersten sechs Prototypen wurden als Mk. 1 ab 1953 von Crossley Motors gebaut. Das Fighting Vehicle Research and Development Establishment (FVRDE – Entwicklungs- und Versuchsabteilung für Kampffahrzeuge der britischen Armee) erprobte das neue Kampffahrzeug intensiv, bis es im Truppenversuch in Großbritannien und bei der britischen Rheinarmee übernommen wurde. Als Ergebnis dieser Erprobungen wurden für die Serienfertigung, die ab 1958 bei Alvis anlaufen sollte, Änderungen angeordnet, so dass der Saladin nun allen Anforderungen im Einsatz entsprechen konnte. In der als FV 601 Mk. 2 gebauten Version kam mit dem Rolls-Royce B80 Mk. 6A ein etwas stärkerer Motor zum Einbau. Der Turm wurde im hinteren Teil etwas gekürzt; die Bremstrommeln wurden durch Bremsscheiben ersetzt, die später ebenfalls beim Stalwart Verwendung fanden; kleinere Änderungen flossen in die Gestaltung der Motorraumabdeckung, der Munitionsunterbringung und des Visiers der Kanone ein.

## Bewaffnung
Der Saladin war mit einer 76-mm-Kanone ausgerüstet, die hochexplosive Granaten, Panzerabwehrgranaten zur Bekämpfung mittlerer Panzer bei normaler Feuerentfernung sowie Anti-Personen-Munition für den Nahkampf bei Infanterieangriffen verschießen konnte. Jedes Fahrzeug war zudem mit zwei 7,62-mm-Browning-Maschinengewehren bestückt: Eines war links neben der Kanone koaxial montiert (entfiel bei den Saladin des Bundesgrenzschutzes), das andere war vor der Luke des Kommandanten auf der rechten Seite des Turms lafettiert. Es konnten 42 Schuss 7,6-cm- und 3000 Schuss 0.30-MG-Munition mitgeführt werden. Zwei sechsrohrige Nebelwerfer waren rechts und links am Turm befestigt; sie wurden manuell geladen und elektrisch aus dem Kampfraum heraus gezündet. 18 zusätzliche Nebelgranaten wurden mitgeführt. Der Schwenkbereich des Turmes betrug volle 360 °. Das Richten des Geschützes geschah wahlweise durch elektrische Servosteuerung oder mittels Handkraft. Der Turm war so weit vorne wie möglich installiert, um der Turmbesatzung, vor allem in dicht bebautem Gelände, beste Beobachtungsmöglichkeiten zu geben und um mit der Hauptbewaffnung das Ziel auffassen zu können, ohne einen größeren Teil des Fahrzeuges zeigen zu müssen.

## Technik

### Panzerung
Fahrzeugrumpf und Turm waren aus Panzerplatten verschiedener Stärken zusammengeschweißt und boten vollen Schutz gegen Beschuss aus mittleren Maschinengewehren, Nahdetonationen von Feldartilleriegeschossen sowie gegen Boden- und Luftdetonationen von bis zu 10-kg-Panzerabwehrminen.

### Elektrische Abschirmung
Bei der Entwicklung des Saladin wurde auf vollkommene elektrische Abschirmung Wert gelegt, um Störungen in der Funkanlage einschließlich der HF- und VHF-Geräte auf ein Minimum zu beschränken. Zur Aufrechterhaltung des Funkbetriebes war das Fahrzeug mit einer Zweistufen-Lichtmaschine ausgerüstet, welche die Batterien auch im Leerlauf aufladen konnte.

### Bedienung
Die Drei-Mann-Besatzung bestand aus zwei Mann im Turm (Kommandant/Ladeschütze und Richtschütze) sowie dem Fahrer. Der geringe Wendekreis des Fahrzeuges von etwa 14 Metern, die hydraulische Servolenkung und Bremshilfe sowie die theoretisch identische Vor- bzw. Rückwärtsfahrgeschwindigkeit ermöglichte die Einsparung eines zweiten Fahrers. Größte Aufmerksamkeit wurde der Forderung nach Bequemlichkeit und Sicherheit für die Besatzung geschenkt. Alle Instrumente und Bedienungshebel konnten im Sitzen bedient werden. Bei geschlossenem Turm gaben Periskope gute Beobachtungsmöglichkeiten. Bremsen, Lenkung sowie die Schwenkanlage des Turmes waren servounterstützt, was die Besatzung wesentlich entlastete. Die Geräuschentwicklung von Motor und Kühlventilation lag so niedrig, dass ein fast geräuschloser Anmarsch sichergestellt war.
Die Leistung dieses Fahrzeuges bei allen Geländeverhältnissen war außergewöhnlich; Vergleiche ergaben, dass ähnliche Spähpanzer in Geschwindigkeit wie auch Geländegängigkeit unterlegen waren. Hierfür war der permanente Außenantrieb sämtlicher sechs Räder und die Einzelradaufhängung in Torsionsfederung verantwortlich. Das äußerst einfach zu bedienende Getriebe mit Vorwähler erlaubte dem Fahrer eine schnelle Anpassung der Motordrehzahl an die Geländeverhältnisse. Der Saladin watete ohne Vorbereitung durch Wassertiefen bis zu 1,07 Metern und konnte Gräben bis zu einer Breite von 1,52 Metern überschreiten.

### Instandhaltung
Überlegungen zur Instandhaltung erhielten beim Entwurf des Saladin eine hohe Bedeutung. Der Motor war dazu von der rückwärtigen Abschlusswand des Gefechtsraumes zugänglich. Die obere Motorenabdeckung kann von der Mitte aus nach außen geklappt und die rückwärtige Abdeckplatte nach außen/unten zurückgeschlagen werden. Alle Arbeiten zur Wartung kann die Besatzung ohne fremde Hilfe durchführen. Dazu gehörten auch die Wartungsstellen der Radaufhängungen, die völlig frei zugänglich waren.

## Verbreitung
Als Spähpanzer in der britischen Armee eingeführt, erwies sich das Fahrzeug als Verkaufserfolg für Alvis. Alle Commonwealth-Staaten und einige andere, wie z. B. die Bundesrepublik Deutschland, kauften diesen Waffenträger in großen Stückzahlen. Beim Bundesgrenzschutz (BGS) war er zwischen 1966 und 1974 im Einsatz. Bis zur Einstellung der Produktion wurden 1177 Saladin hergestellt.
- Australien – 18
- Bahrain – 8
- Deutschland – 97
- Ghana – 15
- Honduras – Unbekannte Anzahl
- Indonesien – 69
- Jemen – 15
- Jordanien – 130
- Kenia – 10
- Kuwait – 60
- Libanon – Unbekannte Anzahl
- Libyen – 40
- Mauretanien – 40
- Nigeria – 16
- Oman – 10
- Portugal – 30
- Sierra Leone – 4
- Sri Lanka – 18
- Sudan – 9
- Tunesien – 20
- Vereinigte Arabische Emirate – 70
- Vereinigtes Königreich – Unbekannte Anzahl